# Or-Sameach-Synagoge

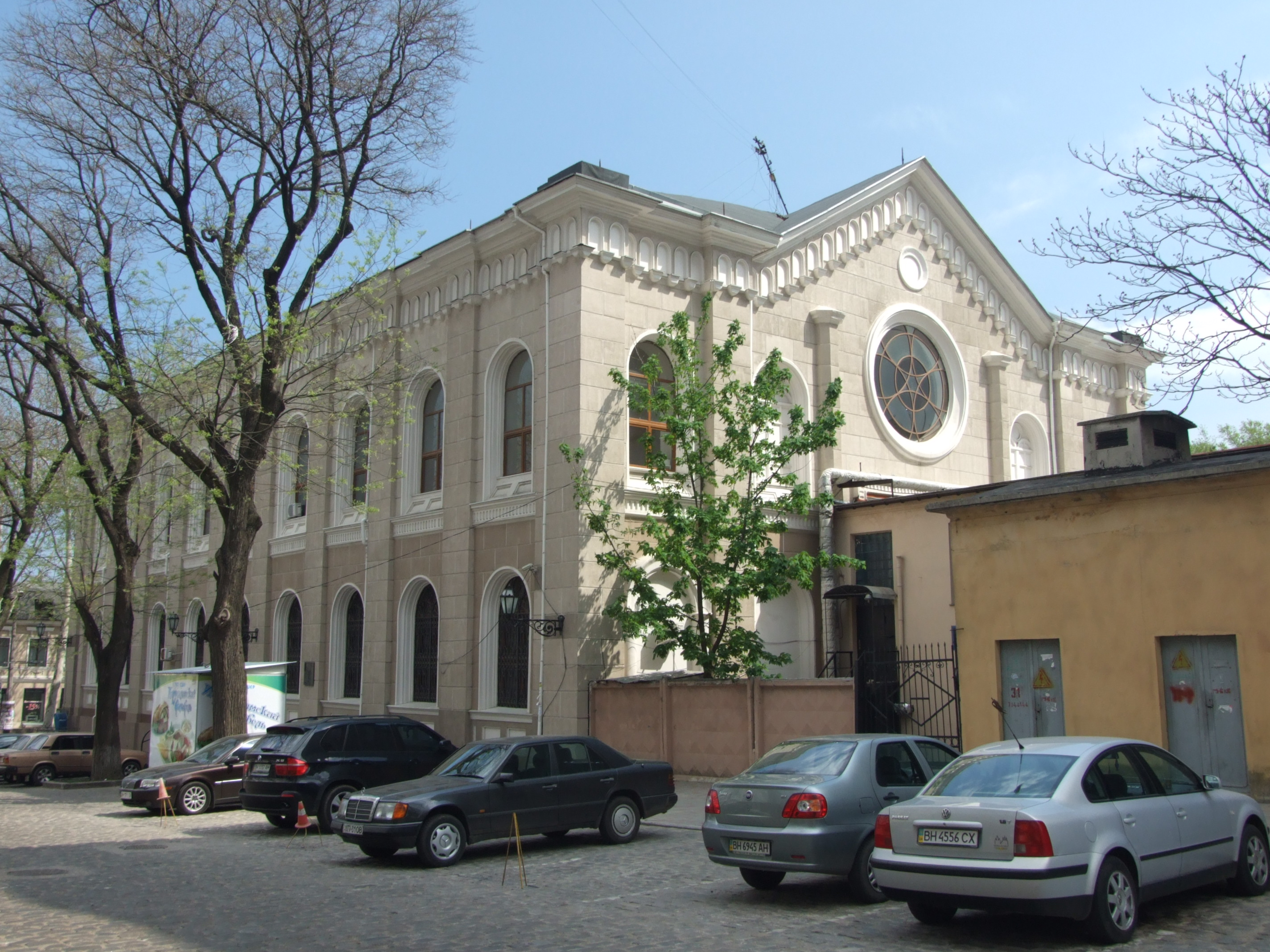
Die Or-Sameach-Synagoge

Die Or-Sameach-Synagoge (ukrainisch und russisch Синагога Ор Самеах, hebräisch ישיבת אור שמח) ist die Hauptsynagoge der ukrainischen Stadt Odessa. Sie befindet sich auf der Jewrejska-Straße Nr. 25, Ecke Richelieu-Straße.

## Geschichte
Seit Gründung der Stadt im Jahre 1794 lebte eine große Anzahl jüdischer Bürger in Odessa, die 1798 die erste Gemeinde in Odessa gründeten und die erste Synagoge erbauten (siehe auch: Geschichte der Juden in Odessa). In 1847 wurde durch den italienischen Architekten Franz Morandi (1811–1894) die Or-Sameach-Synagoge  geplant, deren Grundsteinlegung 1850 war, die aber erst 1860 eingeweiht wurde. Sie war die erste Choral-Synagoge und wurde als Hauptsynagoge der Stadt bekannt. Sie ist als zweigeschossiges Gebäude mit Fassade und Innenraum im florentinischen mit Romantik gemischtem Stil errichtet.
1919 wurde das Gebäude auf einen Erlass der Bolschewiki hin enteignet, im Jahr 1923 profaniert und zuerst als zoologisches Museum und anschließend als Kindermusiktheater genutzt. Nach dem Zweiten Weltkrieg wurde aus der ehemaligen Synagoge eine Sporthalle des Pädagogischen Instituts Odessa, wozu das Gebäude umfangreich umgestaltet wurde. 1996 erhielt die jüdische Gemeinde das Gebäude zurück; es wurde wieder zur Hauptsynagoge von Odessa und in den folgenden Jahren restauriert.

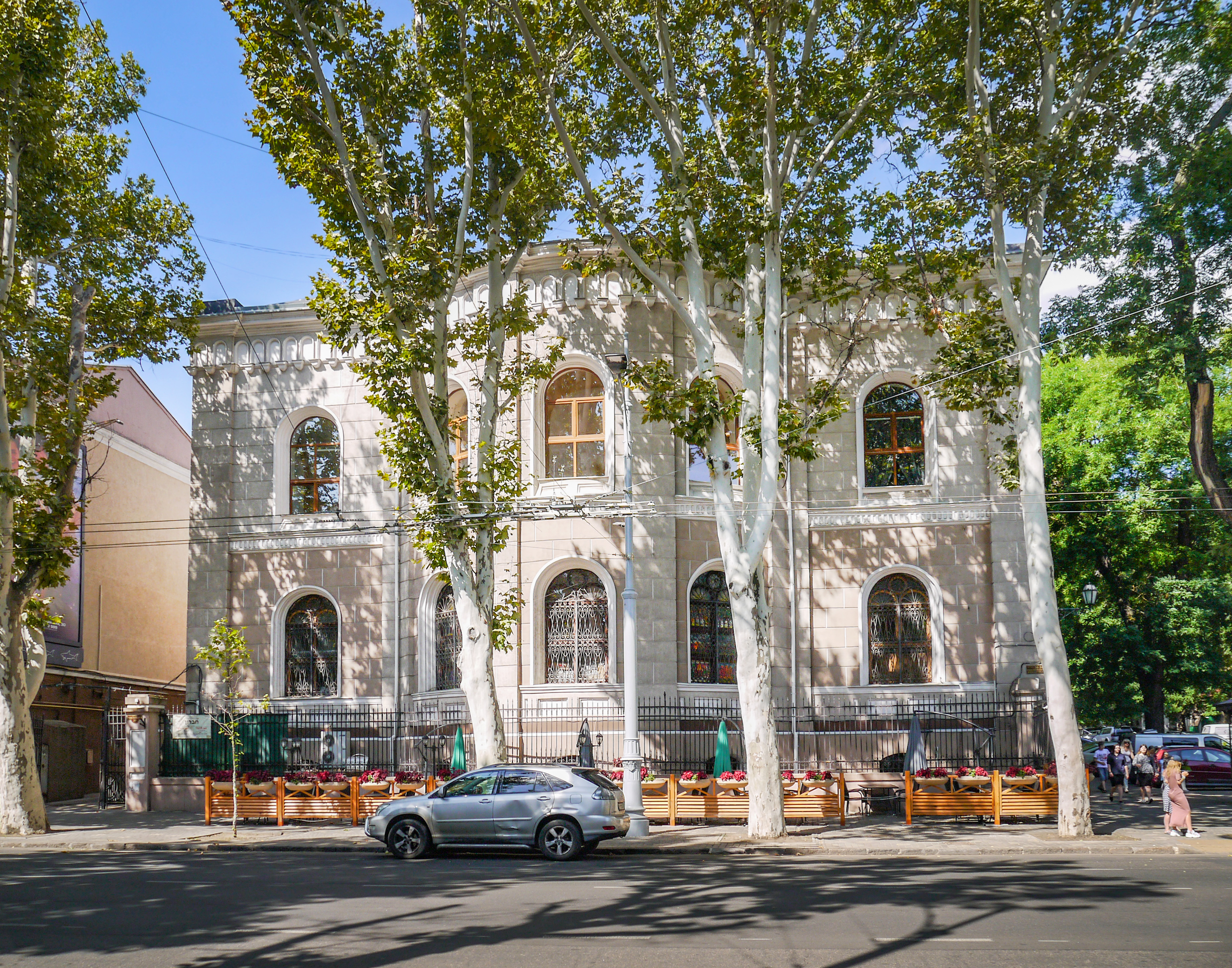
Rückansicht der Synagoge 2019
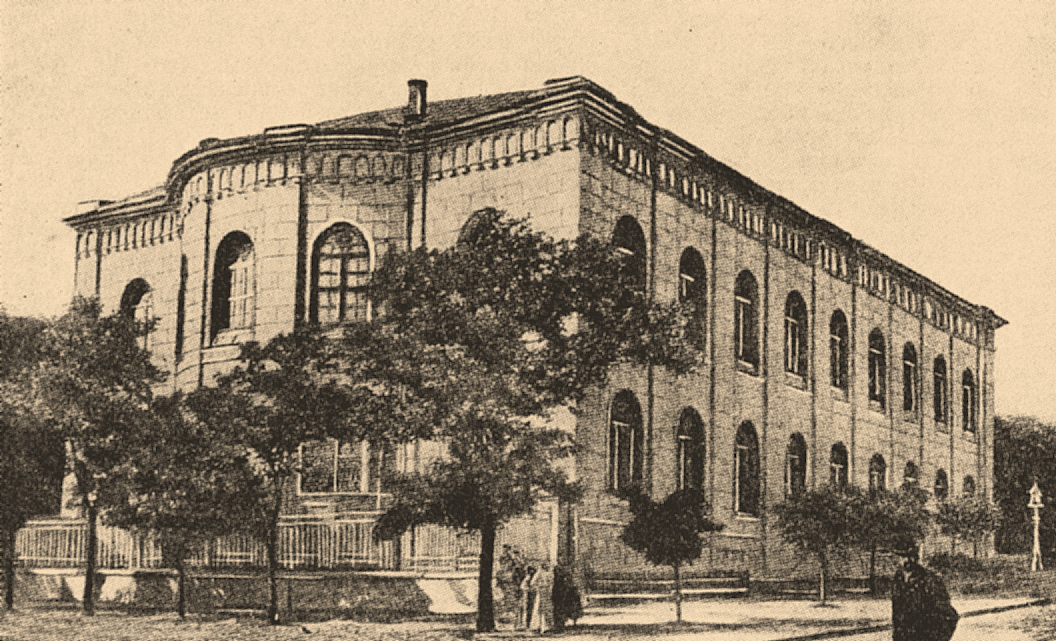
Illustration der Synagoge (vor 1906)
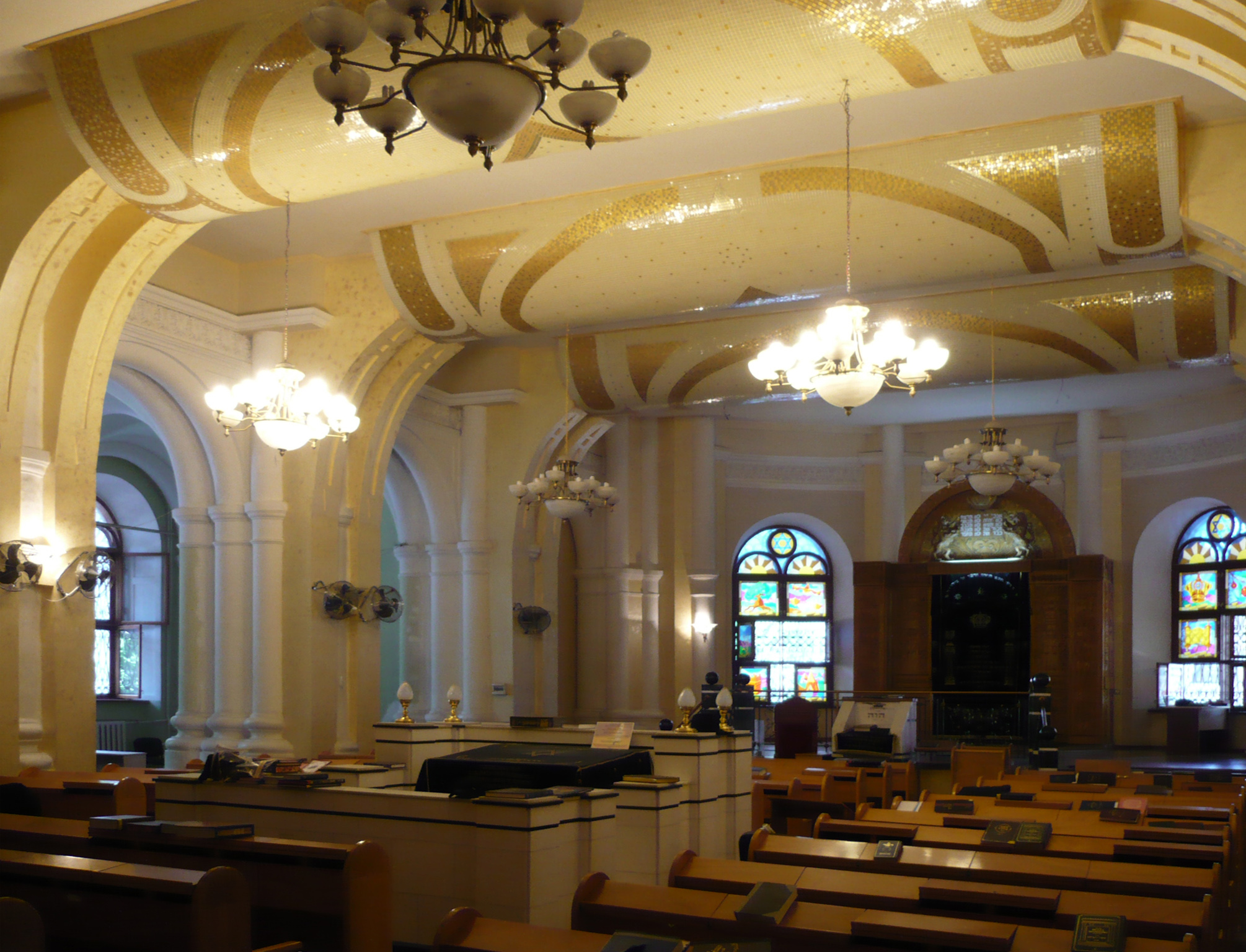
Innenraum der Synagoge